# Politique étrangère de la Lituanie
La Lituanie est un pays balte indépendant de l'Union soviétique depuis 1991. Depuis lors, ce pays se caractérise par une politique pro-occidentale vis-à-vis de l'OTAN que la Lituanie intègre en mars 2004, et de l'Union européenne qu'elle intègre en mai de cette même année.
Sa situation géographique en fait un territoire stratégique de ces deux fédérations, la Lituanie état située entre la Biélorussie, pays aligné sur la politique étrangère de la Russie, et l'exclave russe de Kaliningrad. Cette position permet à la Lituanie d'imposer en 2022 des sanctions européennes à la Russie dans le contexte de l'invasion russe de l'Ukraine en bloquant la transit de certains matériaux par son territoire.
La Lituanie a également une politique étrangère démarquée vis-à-vis de Taïwan, Vilnius en juin 2021 étant le premier pays à accueillir une représentation diplomatique de Taipei en Europe depuis 18 ans, une initiative condamnée par Pékin.